# Victoria (Guyana)
Victoria is een dorp in de regio Demerara-Mahaica van Guyana. Het ligt ongeveer 29 km ten oosten van Georgetown aan de Atlantische Oceaankust. Victoria was het eerste dorp van Guyana dat door voormalige slaven was gekocht. In 2012 telde het dorp 2.912 inwoners.

## Geschiedenis
De katoenplantage Northbrook bevond zich oorspronkelijk in het gebied. Op 7 november 1838 legden 83 voormalige slaven hun geld bijelkaar en kochten de plantage voor ƒ30.000 om een dorp te stichten. De betaling bestond uit een ton vol met munten. Het is het oudste door voormalige slaven gekochte dorp, en werd vernoemd naar koningin Victoria. In 1845 werd als een van de eerste plaatsen in Guyana een lokale overheid opgericht. In hetzelfde jaar werd een kerk gebouwd. Victoria produceerde voornamelijk cassave en kokosnoten.

## Overzicht
Victoria heeft een technische beroepsopleiding, en een kliniek. De middelbare school bevindt zich in Ann's Grove. De economie is gebaseerd op landbouw. Het dorp wordt beschermd door een zeedijk en een achterdijk, maar overstromingen blijven een probleem.
Beterverwagting · Buxton · Georgetown · Paradise · Providence · Soesdyke · St. Cuthbert's Mission · Timehri · Triumph · Victoria